# Koninklijke Bijenkorf Beheer
Koninklijke Bijenkorf Beheer (KBB) was een overkoepelend concern dat op 1 februari 1966 werd opgericht als gevolg van een herstructurering bij het Bijenkorf- en HEMA-concern. In 1999 werd het concern overgenomen door Vendex (met als grootste keten Vroom en Dreesmann), zo ontstond Vendex KBB NV.

## Geschiedenis
Bijenkorf Beheer werd in 1966 in het leven geroepen na een herstructurering binnen het Bijenkorf- en HEMA-concern. Het ging fungeren als overkoepelend orgaan boven de genoemde werkmaatschappijen. Bij het 100-jarig bestaan van de Bijenkorf in 1970 kreeg Bijenkorf Beheer het predicaat Koninklijk opgespeld. Zo ontstond Koninklijke Bijenkorf Beheer, ook wel KBB.
Door de jaren heen breidde het concern zich verder uit en omvatte het naast de twee bekende winkelketens nog tal van andere bedrijfsonderdelen:
- Praxis
- Formido
- Amici
- Prénatal
- Maxis Hypermarkten
- M&S mode
- Bouwvaria
- Lampenier
- Van Dalen
- FAO Schwarz (Verenigde Staten)

## Overname
In 1999 nam Vendex concurrent KBB over. Al in 1976 was Dreesmann, kleinzoon van de gelijknamige mede-oprichter van Vroom en Dreesmann, in het geheim in het bezit gekomen van veertig procent van de aandelen van KBB. In 1996 verkocht hij deze echter om onduidelijke redenen, waardoor de overname in 1999 als een verrassing kwam. De problemen binnen het KBB concern en bij de leiding hadden waarschijnlijk een bijdrage aan de verkoop.